# Laura Solera Mantegazza
Laura Mantegazza nata Solera (Milano, 15 gennaio 1813 – Cannero Riviera, 15 settembre 1873) è stata una filantropa e patriota italiana, ricordata per aver appoggiato e raccolto fondi per le guerre d'indipendenza e aver fondato il primo ricovero italiano per lattanti nel 1850. Fu anche tra i fondatori del Pio Istituto di Maternità nel 1850, dell'Associazione Generale di mutuo soccorso delle operaie di Milano nel 1862, e della Fondazione Laura Solera Mantegazza, prima scuola professionale femminile d'Italia nel 1870.

## Biografia
Laura Solera nasce a Milano il 15 gennaio 1813 da Cristoforo Solera e Giuseppina Landriani. La famiglia Solera è una famiglia borghese, con buone condizioni economiche e con uno sviluppato ideale patriottico. A 17 anni sposa Giovan Battista Mantegazza, figlio del podestà di Monza, e si trasferisce a vivere in via Zucchi 21, fino al 1836. A Monza il 31 ottobre 1831 nasce il loro primogenito, Paolo Mantegazza a cui diedero lo stesso nome del nonno paterno e circa un anno dopo nasce Costanza. Emilio, l'ultimo genito, nasce a Milano nel 1837. Laura sceglie di rientrare a Milano per offrire un'educazione di qualità al figlio Paolo che deve iniziare le scuole, mentre il marito resta a Monza ancora per alcuni mesi. Prigioniera di un matrimonio infelice Laura Solera si dedica assiduamente all'educazione dei figli, con i quali avrà sempre un legame molto forte.
Nel 1848 durante le cinque giornate di Milano si distinse nel soccorrere i feriti. Accolse nella casa di Cannero Riviera i feriti della battaglia di Luino, primo scontro armato in Italia di Garibaldi, dopo quattordici anni di esilio (era sbarcato a Nizza il 23 giugno), curando insieme garibaldini e austriaci. Fu infermiera di guerra insieme alla figlia Costanza, e il figlio, l'ingegnere Emilio Mantegazza, fu volontario con Garibaldi. Raccolse fondi e selezionò giovani volontari, in collaborazione con Adelaide Cairoli, per tutte le guerre d'indipendenza e per la spedizione dei Mille.
Dopo la battaglia di San Martino del 24 giugno 1859, durante la Seconda guerra di indipendenza, Solera lanciò il Proclama alle donne italiane:
“ Care amiche, gli uomini che abbiamo mandato a combattere contro gli austriaci (i nostri mariti, figli, fidanzati) hanno bisogno di armi. Se noi, perché siamo donne, non possiamo impugnarle e combattere al loro fianco, almeno compriamole per offrirle all’esercito. Facciamolo a costo di essere disapprovate dai familiari, di intaccare il patrimonio, di impoverire la nostra casa. Perché l’Italia è la casa di tutti e la sua unità è più importante dei nostri interessi...E facciamolo perché gli uomini la smettano di relegarci in cucina, casalinghe e modeste, e capiscano che possiamo essere loro compagne” (Redaelli S.-Teruzzi R., 1992, pp. 96–97).
Il 22 maggio 1850 fondò una Pia Associazione per istituire in Milano i ricoveri pei bambini lattanti nominato a partire dal 1866 il Pio Istituto di Maternità Giuseppe Sacchi e Solera furono i due primi co-presidenti. Il Pio Istituto di Maternità di Milano, ancora attivo, ha continuato a svolgere attività per bambini e per le madri.
La Chiesa di Milano non approvava i nuovi asili nido: in una lettera a Marianna Rocca Crivelli, Solera scrive: “L’Autorità ecclesiastica sconsigliò al consiglio comunale la fondazione del Pio Istituto di Maternità affermando immorale l’agglomero di donne intente al doveroso compito di nutrici” (Redaelli S.-Teruzzi R., 1992, pag. 88).
Volker Hunecke sottolinea il ruolo delle ricerche sociali effettuate sulle abitudini delle madri milanesi e dei ricoveri per i bambini per una nuova consapevolezza delle pubbliche autorità e della società civile sul fenomeno dell’abbandono: “Le prime inchieste sulle abitudini delle madri milanesi all’allattamento furono intraprese da una piccola cerchia di donne e di uomini, i protagonisti di questa impresa, Laura Solera Mantegazza, Giuseppe Sacchi e i medici Mosé Rizzi e Federico Castiglioni. Addirittura unico nel suo genere, per l’Italia di allora, fu lo sforzo dei riformatori di venire a conoscere da vicino le persone e le famiglie che essi consideravano bisognose di aiuto” (Hunecke V., 1989, pp. 186–187). Sempre Hunecke sottolinea l’innovatività delle note biografiche redatte da Solera (ne riporta sette nel suo testo): “La sostenitrice più eloquente delle madri espositrici era Laura Solera Mantegazza, fondatrice e prima ispettrice dei ricoveri per bambini lattanti…le sue biografie, caratterizzate dalla profonda simpatia per le madri “pentite”, sono le uniche che possediamo e anche per questo meritano di essere riportate per esteso:… (Hunecke V., 1989, pag.190, il corsivo è nel testo)
Il 1º luglio 1868, grazie al cambiamento di visione di assistenza alle madri lavoratrici legato all’iniziativa dei ricoveri, venne abolita a Milano la ruota degli esposti dell’ospedale di Santa Caterina (a Ferrara la ruota era stata abolita l’anno precedente, primo esempio in Italia).
Nel 1862 fondò l'Associazione nazionale operaia femminile, con fondi privati. L'associazione aveva una sala di allattamento, organizzava corsi di alfabetizzazione. Promosse le prime pensioni per la vecchiaia in Italia. Scrive Massimo Rossi: "Nel 1862 Solera fondò l’Associazione Generale di mutuo soccorso delle operaie di Milano e, ricordandolo, elogio oggi il ruolo dei sindacati come fa Le Monde diplomatique in prima pagina (Halimi Serge, 2015), annotando che il capitale sociale è alimentato non solo da legami familiari e amicali, ma anche da adesione a gruppi più ufficiali nei quali le relazioni sono governate da regole e norme accettate (associazioni, sindacati, organizzazioni professionali" (Rossi M. Introduzione a Mantegazza P. 2018, pag.43)
Solera non solo promosse istituzioni formative, ma insegnò lei stessa per tutta la vita. Istituì una scuola per operaie nel 1852. Era convinta che si dovesse promuovere, al di là della trasmissione di singole conoscenze, “la curiosità, la passione del sapere (Mantegazza P., 2018, La mia mamma, pag. 163), preparando “a bramare, ad amare lo studio” (Mantegazza P., 2018, pag.163).
Nel luglio del 1860 si attiva per una raccolta fondi per finanziare la spedizione dei mille mediante la vendita di "coccarde patriottiche". Invia dunque una "raccomandata alle donne italiane" accompagnata dalle "norme per la distribuzione" in cui si specifica che il prezzo di ogni coccarda è di una lira.
Nel 1870, fondò a Milano la prima scuola professionale femminile d'Italia, laica e con finanziamenti pubblici. La Fondazione Laura Solera Mantegazza-Scuola Professionale Femminile ha continuato la tradizione di insegnamento della prima Scuola organizzando un’offerta formativa, in una diversa sede nella stessa via Ariberto a Milano, rivolta alla specializzazione in vari settori. I primi corsi, della durata di quattro anni, erano articolati su tre indirizzi: commerciale, artistico e industriale. I corsi più recenti sono stati per maestre, per stenodattilografe, per operatori socio-sanitari e per tate. Inoltre, sul sito della Fondazione è stata pubblicata nel 2015 (e poi non più pubblicata) La storia di Laura Solera Mantegazza, un approfondimento articolato in sette sezioni.
Solera così visse varie identità: "Solera visse con convinzione e responsabilità, agendo in direzione di utopie concrete: non si è limitata all’identità e al ruolo tradizionale legati alla sua origine di nascita e al suo matrimonio con un borghese lombardo. Ha detto no al vivere in una sola dimensione, abbandonandosi al geniessen come flusso di un agiato presente, ma ha agito con volontà di cambiamento, con streben, osando vivere identità plurali e diverse, e senza alcuna contraddizione, come auspica Amartya Sen presentando in Identità e violenza l’illusione e i rischi dell’identità unica" (Rossi M., Introduzione a Mantegazza P, 2018, pag. 27).
Gisela Bock ha esaminato il contributo delle donne negli ultimi cinque secoli della storia europea. Nel terzo capitolo della sua opera Le donne della storia europea (Block G., 2003), in una sezione di tredici pagine dal titolo “Prefemminismo e protofemminismo”, delinea alcune figure femminili dell’Ottocento in dieci paesi europei: Inghilterra, Germania, Norvegia, Finlandia, Olanda, Polonia, Francia, Spagna, Italia, Grecia. Scrive Gisela Block: “L’attività caritatevole delle donne nei confronti dei poveri, e soprattutto delle donne e dei bambini, richiedeva una notevole forza individuale, si scontrava con la visione della debolezza e della vita ritirata femminile e ovunque in Europa fu uno dei punti di partenza del movimento delle donne.”(Block G.,2003, pag.188). Più oltre aggiunge: “E allora le femministe accrebbero ulteriormente i loro sforzi, sia in Inghilterra che nel continente, per diffondere nuove concezioni, problematizzare le barriere imposte dalle classi sociali e sostituendo il concetto di “assistenza sociale” a quello di “beneficenza”. (Block G., 2003, pag.191). Per l’Italia, una sola donna viene così citata: “A Milano Laura Solera Mantegazza fondò nel 1850 un “ricovero pei bambini lattanti” che venne preso a modello per molti altri, e nel 1862, un’associazione di mutuo soccorso e di istruzione per le operaie”. (Block G., 2003, pag.191).
Hovard Judith Jeffrey ricorda un nuovo profilo di donna che si stava sviluppando: “Mazzini contribuì alla versione femminista della madre patriota politicizzando l’"angelo del focolare”, trasformando il passivo, domestico riferimento della religione e della morale tradizionale in una rivoluzionaria materna e anticlericale nel suo proprio diritto, compagna e madre per uomini e donne che divisero i loro ideali. Queste donne promossero una nuova moralità di impegno sociale e giustizia sociale” (Jeffrey H. J.,1980, pag.2).
Sempre Jeffrey mette in rilievo, dopo aver presentato il diffondersi di una rete di donne attive per la rivoluzione nazionale, che “ Le due donne che erano al centro di tale rete erano Laura Solera Mantegazza (1815-1873) e Ismenia Sormani Castelli (1811-1903), ambedue attive in Milano. Mantegazza si sposò a diciassette anni e dedicò molta energia nell’educazione dei propri figli [...] durante la Rivoluzione del 1848, organizzò un comitato e raccolse fondi per aiutare i feriti. I suoi sforzi finanziari ebbero successo, e con fondi in sovrappiù fondò il primo day-care center per bambini a Milano. Mantegazza fu seguita in questo lavoro da Sormani, un'altra donna che aveva raccolto fondi per la rivoluzione nazionale nel passato, e che usò i suoi collegamenti politici del Risorgimento per appoggiare il suo attivismo in nome delle donne per decenni. Nel 1852 il day care center fu seguito da una scuola per analfabeti, dove Mantegazza insegnò. Con la ripresa della guerra nel 1859, ambedue le donne di nuovo curarono i feriti. Dopo l'unificazione italiana nel 1860, ritornarono alle questioni femminili, e nei primi anni sessanta si unirono con le donne lavoratrici per formare l’Associazione di mutua assistenza per donne lavoratrici ” (Jeffrey H.J.1980, pag.3).
Fiorenza Taricone, analizzando il percorso dell’associazionismo femminile italiano, annota: “Si possono infine citare casi di discendenza verticale non parentale, ma basata sulla comunanza di idee, sulla trasmissione generazionale di patrimoni ideali. Laura Solera Mantegazza ebbe come tirocinanti sia Ersilia Bronzini Majno sia Alessandrina Ravizza, la quale collaborò personalmente con la Mantegazza nelle scuole professionali femminili; ambedue, in seguito, appoggiarono le iniziative del partito socialista collegate all’emancipazione femminile.” (Taricone F., 2008, pp.43-44). Più oltre, Taricone specifica: “ Nel 1905 l’Unione si era costituita come società cooperativa a responsabilità limitata sotto la denominazione Unione Femminile Nazionale per l’apertura di altre sezioni in varie città italiane. La fondatrice, Ersilia Bronzini Majno, ereditava certamente da Laura Solera Mantegazza uno spirito assistenziale non più basato sulla diretta elargizione di denaro in forma elemosiniera, ma su un’azione di respiro sociale diretta e continua dove si poneva tra i primi obiettivi la prevenzione” (Taricone F., 2008, pag. 259).
Il figlio Paolo Mantegazza scrive: “L’elemosina è la forma arcaica della carità. Sente ancora il feudatario che umilia e il frate che corrompe, ha movenze medievali e indirizzo arcadico; morrà col cattolicesimo, e cadrà con le altre rovine del passato. La carità preventiva ed educativa è l’ultimo frutto di quella democrazia sana, che attinge le sue ispirazioni e il suo indirizzo dalle scienze sperimentali e dalla conoscenza intima e profonda della natura umana. La mia mamma incominciò con l’elemosina e finì con la scuola; intese i tempi e seguì la coerente del progresso” (Mantegazza P, 2018, pag, 40)

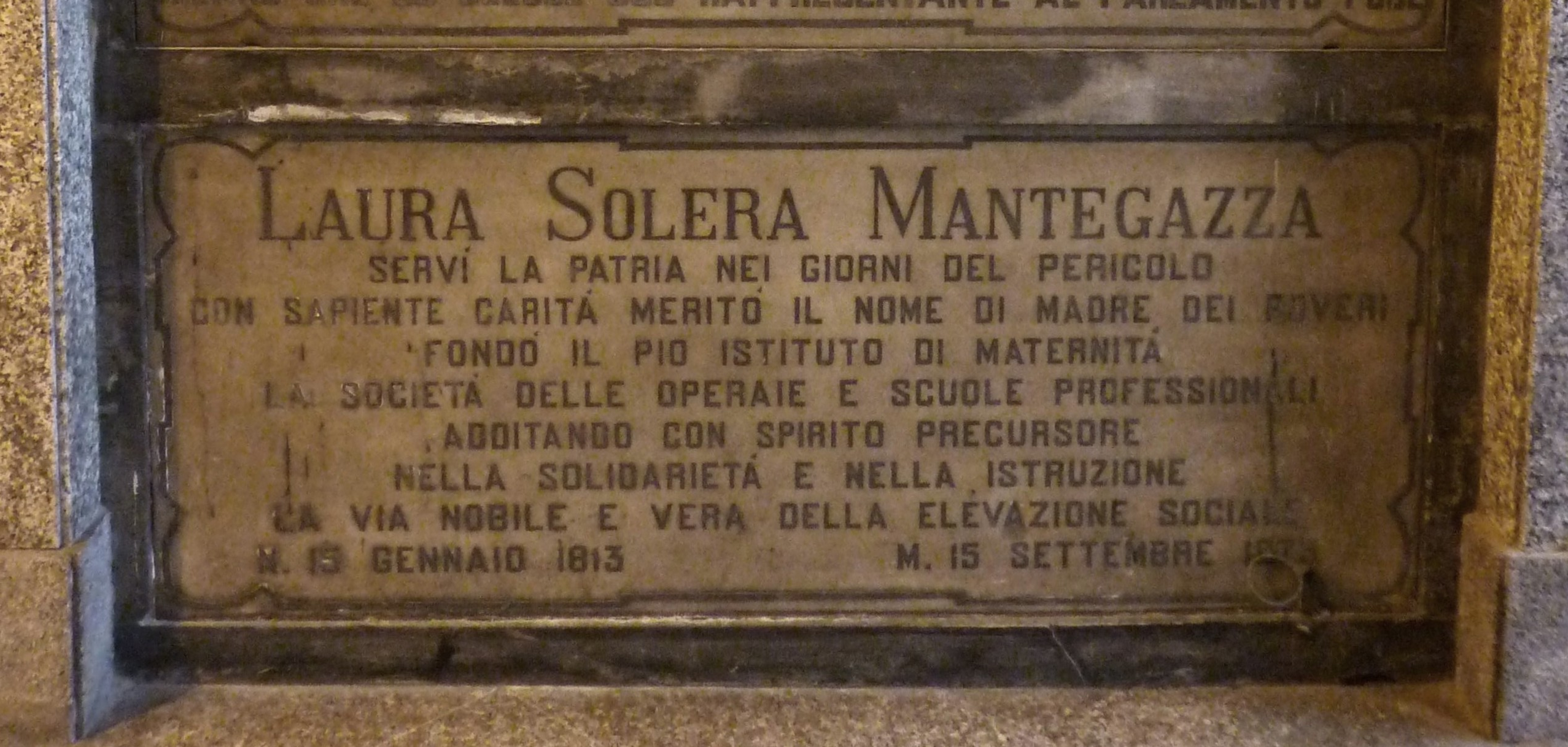
La tomba di Laura Solera al Cimitero Monumentale di Milano

Dopo la sua morte, avvenuta nel 1873, le sue seguaci, come Alessandrina Ravizza, e la figlia Costanza, continuarono ad aprire scuole e ricoveri per aiutare le ragazze lavoratrici.
Solera visse varie identità: fu patriota, filantropa politica, educatrice. Fu con Teresa Confalonieri e Adelaide Cairoli una delle donne più attive per il progresso civile d'Italia.

## Riconoscimenti
- Nel 1906 le sue ceneri vennero solennemente trasportate al Famedio del Cimitero Monumentale di Milano: era il primo nome di donna che compariva nella lista dei “cittadini benemeriti nella storia patria”.
- Nella sua casa milanese di corso Garibaldi 73 il municipio fece murare una lapide di marmo con la seguente scritta: «In questa casa abitò molti anni e istituì il primo ricovero dei bambini lattanti Laura Solera Mantegazza.»
- Le città di Milano, Padova e Roma le hanno intitolato una via.